# 마쓰다이라 노부야스 (1864년)

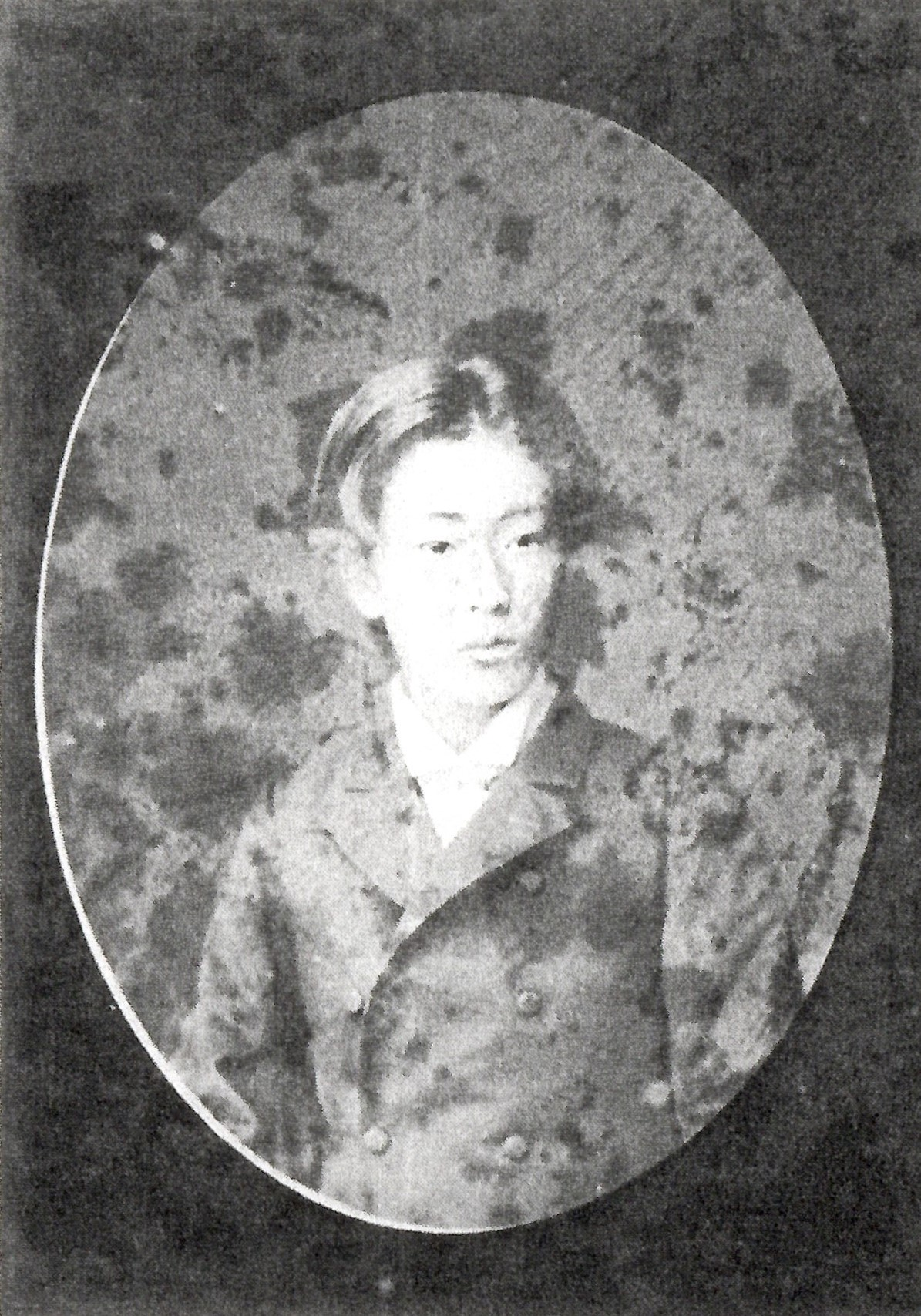
마쓰다이라 노부야스

마쓰다이라 노부야스(일본어: 松平信安, 1864년 5월 29일 ~ 1918년 10월 23일)는 일본 에도 시대의 다이묘로, 가미노야마번의 마지막 10대 번주이다. 8대 번주 마쓰다이라 노부미치의 다섯째 아들로 태어났다. 어릴적 이름은 도요쿠마(豊熊)이다.
게이오 4년(1868년) 보신 전쟁 때 가미노야마 번주인 형 노부쓰네가 오우에쓰 열번동맹에 참가하여 신정부와 대립하였기 때문에, 전쟁 이후 신정부로부터 강제 은거 처분을 받았다. 그 대신 동생인 노부야스가 형의 양자가 되어 그 뒤를 잇게 되었다. 메이지 2년(1869년) 6월, 판적봉환으로 가미노야마 번지사가 되었고, 8월 24일에 종5위에 서임되었다. 하지만 나이가 어린 탓에 실제 정무는 형 노부쓰네가 행했다고 한다. 1871년, 폐번치현으로 번지사 직에서 면직되어 도쿄로 이주하였다. 1884년, 화족령에 따라 자작위를 받았고, 1899년 8월에 시바 대신궁(芝大神宮) 사사(社司)로 취임했다. 1902년, 사사직을 사임하였고, 1908년에는 자작위를 반납하였다. 1918년, 형의 사망 후 노부야스도 얼마 지나지 않아 55세의 나이로 사망하였다.
| 전임 마쓰다이라 노부쓰네 | 제16대 후지이 마쓰다이라가 당주 1868년 ~ 1918년 | 후임 마쓰다이라 노부모토 |

| 전임 마쓰다이라 노부쓰네 | 제10대 가미노야마번 번주 (후지이 마쓰다이라가) 1868년 ~ 1871년 | 후임 폐번치현 |